# アルジェリア民族解放戦線
民族解放戦線（みんぞくかいほうせんせん、アラビア語:جبهة التحرير الوطني、フランス語:Front de Libération Nationale：FLN）は、アルジェリアの社会主義政党である。1954年10月10日、フランスからの独立を勝ち取るためにいくつかの小さな集団が合併することで創立された。

## 経緯
1951年の不正選挙に対応し、フェルハット・アッバス率いるアルジェリア宣言のための民主連合（UDMA）、メッサーリ・ハジ率いる民主的自由の勝利のための運動（MTLD）やウラマー協会およびアルジェリア共産党が糾合して「自由防衛擁護協同戦線」が結成された。
MTLDの地下組織である特殊組織（OS）はフランス官憲の手により壊滅したが、これがアルジェリア民族主義者たちに重大な分裂を引き起こした。
1954年4月から7月にかけてフランス、アルジェリア、スイスのベルンなどでフランス国土監視局の監視の目をかいくぐって秘密会合が開催された。4月末には「統一と行動のための革命委員会（CRUA）」が組織された。ここで最高幹部9名が任命される（歴史上の九人）。7月には、アルジェにてアルジェリア各地で活動している主要革命行動組織を集めて拡大革命会議が開催された。ここで武力革命宣言がなされ、口伝で情報は広められた。
そして同年10月10日にエジプト大統領ガマール・アブドゥン＝ナーセルに援助を求めつつ、民族解放戦線の結成が宣言され、11月1日に一斉蜂起することが決定された。
同年11月5日には軍事部門であるアルジェリア国民解放軍（ALN）が創設される。
直近の選挙では、2021年6月12日に執行された国民議会選挙では105議席を獲得し第1党となったが、過半数の204議席を大きく割れ込んだ。